# سارگیس شاهنازاریان
سارگیس گریگوری شاهنازاریان (ارمنی: Սարգիս Գրիգորի Շահնազարյան؛  زادهٔ ۱۹۷۴ - درگذشته ۱۹۱۱) کارشناس علوم پرورشی اهل ارمنستان بود.

## زندگی‌نامه
وی در ۱۹۱۱ در جلال‌اوغلی به دنیا آمد .  همچنین برندهٔ جوایزی همچون آموزگار شایسته ارمنستان شوروی (۱۹۶۷)، نشان شایستگی نبرد، مدال شجاعت کار، مدال به خاطر پیروزی مقابل آلمان در جنگ بزرگ میهنی (۱۹۴۵–۱۹۴۱) شده است. وی در ۱۹۷۴ در سن ۶۳ سالگی درگذشت.